# ビッグ・オーディオ・ダイナマイト
ビッグ・オーディオ・ダイナマイト（Big Audio Dynamite, 後にビッグ・オーディオ・ダイナマイトII、ビッグ・オーディオ、BADと短縮されていった）は、イングランド出身のロック・バンド。
ザ・クラッシュの元ギタリスト、ミック・ジョーンズを中心に結成。様々な音楽スタイル（パンク・ロック、ダンス・ミュージック、ヒップホップ、レゲエ、ファンク）を取り入れたポストパンクを展開した。一度解散していたが、2011年に再結成を果たしている。

## 変遷

### ビッグ・オーディオ・ダイナマイト（1984年 - 1990年）
ラインナップ:
- ミック・ジョーンズ - ギター、ボーカル
- ドン・レッツ - サウンドエフェクト、ボーカル
- ダン・ドノヴァン - キーボード
- レオ・ウィリアムズ - ベース
- グレッグ・ロバーツ - ドラムス、バックボーカル

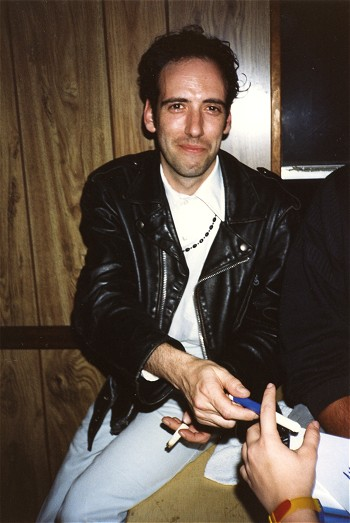
ミック・ジョーンズ (1987年)
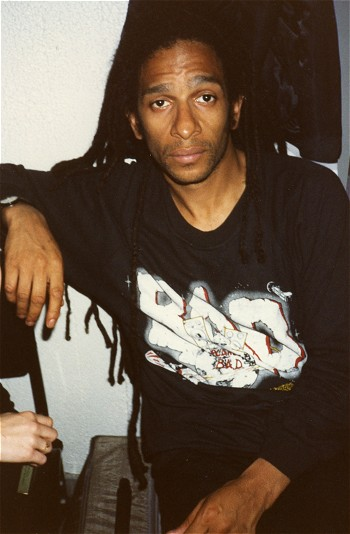
ドン・レッツ (1987年)
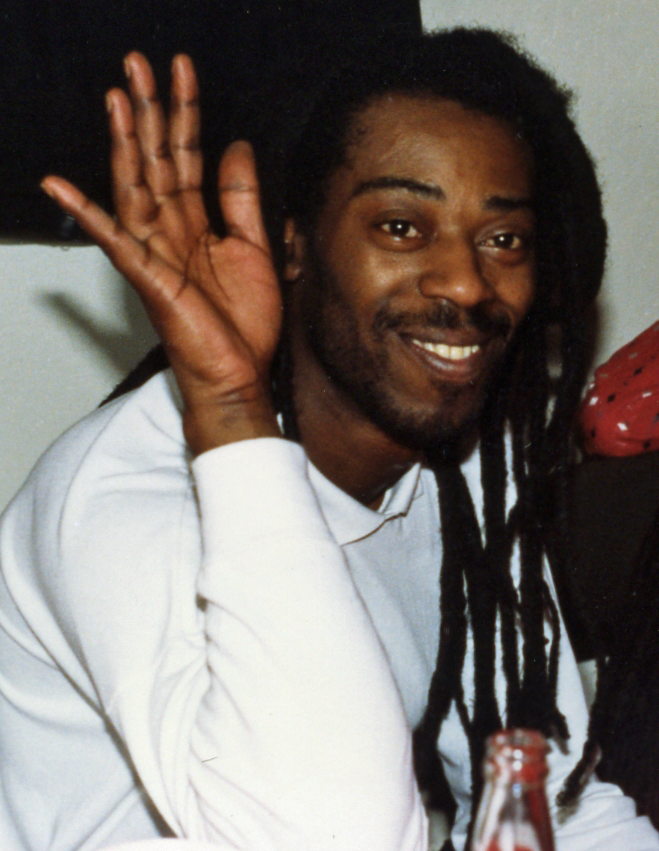
レオ・ウィリアムズ (1987年)
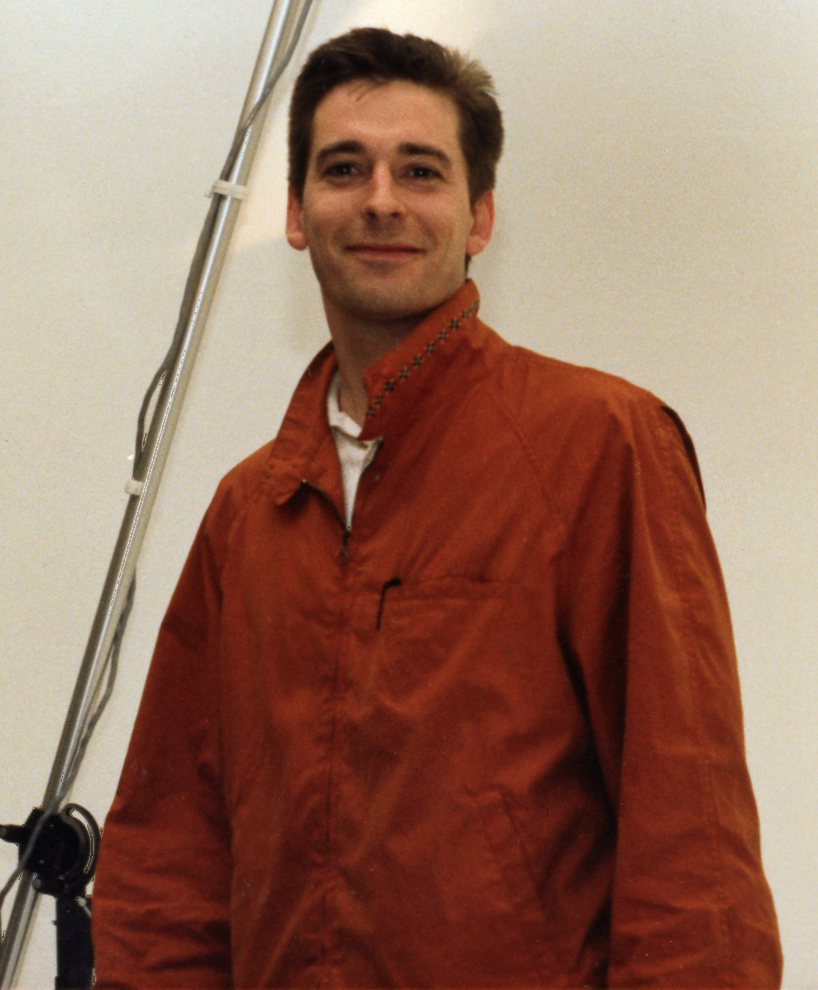
グレッグ・ロバーツ (1987年)

バンドの最初の姿。ジョーンズと映画監督のレッツ（『ザ・パンク・ロック・ムービー』、クラッシュのミュージック・ヴィデオや、後のクラッシュのドキュメンタリー『ウェストウェイ・トゥ・ザ・ワールド』を撮った）が結成し、1985年にアルバム『ディス・イズ・ビッグ・オーディオ・ダイナマイト』でデビューした。アルバムジャケットにはドノヴァンを除いた4人が写っており、5人揃った写真はジャケット裏面にある。
1986年のアルバム『No. 10, アッピング・ストリート』ではクラッシュでの仲間ジョー・ストラマーをコ・プロデューサーとして迎え、一緒に数曲を作った。1987年にU2のワールドツアーをサポートし、1988年には『タイトゥン・アップ Vol. '88』、1989年には『メガトップ・フェニックス』をリリースした。『タイトゥン・アップ Vol. '88』にはビルボードのモダン・ロック・トラックスで1位になった「ジャスト・プレイ・ミュージック!」が含まれている。
1990年、映画『フラッシュバック』のためにオリジナルメンバーで「フリー」を制作、録音した。これがオリジナル・ラインナップでの最後の曲となり、バンドは間もなく解散した。
1990年後半、ミック・ジョーンズはビッグ・オーディオ・ダイナマイトIIをデビューさせ、イギリス限定アルバムの『クール・エイド』をリリースした。ダン・ドノヴァンはBADの最後の曲「フリー」の焼き直しである「キッキン・イン」一曲のため居残った。

### ビッグ・オーディオ・ダイナマイトII（1991年-1993年）
ラインナップ:
- ミック・ジョーンズ - ギター、ボーカル
- ニック・ホーキンス - ギター、バックボーカル
- ゲイリー・ストナッジ - ベース、バックボーカル
- クリス・カヴァナー - ドラムス、バックボーカル

1991年の『ザ・グローブ』ではBADから残ったメンバーはジョーンズただ1人で、バンドはビッグ・オーディオ・ダイナマイトIIと呼ばれた。ギタリスト2人になった新ラインナップは、よりクラッシュ的になり、結果的にオルタナティヴ・ロックの傾向を深めた。『ザ・グローブ』にはバンドの商業的に最も成功したシングル「ラッシュ」が含まれている。この曲はアメリカのモダン・ロック・チャートで1位になった。「イノセント・チャイルド」と「ザ・グローブ」もシングル・リリースされた。
BAD2はU2のZooTVツアーをサポートし、ライヴEP『オン・ザ・ロード・ライヴ '92』をリリースした。

### ビッグ・オーディオ（1994年）
ラインナップ:
- ミック・ジョーンズ - ギター、ボーカル
- ニック・ホーキンス - ギター、バックボーカル
- ゲイリー・ストナッジ - ベース、バックボーカル
- クリス・カヴァナー - ドラムス、バックボーカル
- アンドレ・シャップス - キーボード
- マイケル・カスタンス - DJ、パーカッション、バックボーカル

後にバンドはキーボードのアンドレ・シャップス（『ザ・グローブ』のコ・プロデューサー）と、DJ・ボーカルのマイケル・“ゾンカ”・カスタンスを招き入れた。2人とも1994年のアルバム『ハイアー・パワー』に参加しており、またこのアルバムは名前を縮めたビッグ・オーディオ名義でリリースされた。このアルバムは、『ザ・グローブ』やそれ以前のアルバムほどには受け入れられなかった。
1995年にゲイリー・カーファーストのラジオアクティヴ・レコードと契約し、彼らにとって最も売れなかったアルバム『F-Punk』をリリースした。これは『ハイアー・パワー』と同じラインナップであるのにもかかわらずビッグ・オーディオ・ダイナマイト名義でリリースされた。

### 活動停止まで（1995年 - 1998年）
ラインナップ:
- ミック・ジョーンズ - ギター、ボーカル
- アンドレ・シャップス - キーボード
- ダリル・フルストゥ - ベース (1996 - 1998)
- ボブ・ウォンド - ドラムス (1996 - 1998)
- ランキング・ロジャー - ボーカル (1996 - 1998)

ラジオアクティヴ・レコードはバンドの次のアルバム『エンタリング・ア・ニュー・ライド』の発売を中止した。この時のラインナップにはボーカリストのランキング・ロジャー（ザ・ビート、ジェネラル・パブリック）が入っている。1998年、バンドは『エンタリング・ア・ニュー・ライド』の曲の配信を主目的とする新たなウェブサイトを立ち上げた。しかし長く続くことはなく、このまま活動停止した。

### 以降〜リユニオン
2005年の時点で、ジョーンズは元ジェネレーションX、ジグ・ジグ・スパトニックのトニー・ジェイムスとのプロジェクト、カーボン/シリコンに取り組んでいる。
2007年初め、BAD IIのライヴ・DVDがリリースされた。
2011年、21年ぶりにオリジナルメンバーが集結し、ワールドツアーを開催。フジロックフェスティバル出演にて、18年ぶりの来日公演も行った。

## ディスコグラフィ

### アルバム
| 年   | アルバム                                         | 全英 | 全米 | 付加情報                                             |
| ---- | ------------------------------------------------ | ---- | ---- | ---------------------------------------------------- |
| 1985 | ディス・イズ・ビッグ・オーディオ・ダイナマイト、 | 27   | 103  | ビッグ・オーディオ・ダイナマイト名義                 |
| 1986 | No. 10, アッピング・ストリート                   | 11   | 135  | ビッグ・オーディオ・ダイナマイト名義                 |
| 1988 | タイトゥン・アップ Vol. 88                       | 33   | 102  | ビッグ・オーディオ・ダイナマイト名義                 |
| 1989 | メガトップ・フェニックス                         | 26   | 85   | ビッグ・オーディオ・ダイナマイト名義                 |
| 1990 | クールエイド                                     | 55   | -    | ビッグ・オーディオ・ダイナマイトII名義、限定盤       |
| 1991 | ザ・グローブ                                     | 61   | 76   | ビッグ・オーディオ・ダイナマイトII名義、ゴールド認定 |
| 1994 | ハイアー・パワー                                 | -    | -    | ビッグ・オーディオ名義                               |
| 1995 | F-Punk                                           | -    | -    | ビッグ・オーディオ・ダイナマイト名義                 |
| 1997 | エンタリング・ア・ニュー・ライド                 | -    | -    | インターネット上でのリリース                         |

### その他のアルバム
| 年   | アルバム                               | 全英 | 全米 | 付加情報                                                       |
| ---- | -------------------------------------- | ---- | ---- | -------------------------------------------------------------- |
| 1990 | フラッシュバック・サウンドトラック     | 98   | 86   | ビッグ・オーディオ・ダイナマイト名義                           |
| 1991 | アリィ・パリィ・パラディソ             | -    | -    | 公式海賊ライヴ盤。ビッグ・オーディオ・ダイナマイトII名義       |
| 1992 | オン・ザ・ロード・ライヴ '92           | -    | -    | 5曲入りのライヴ盤EP。1992年の全米ツアーから。                  |
| 1993 | ロスト・トレジャーズ・オブ・B.A.D.I&II | -    | -    | 希少な12インチ盤とB面曲を集めた2枚組コンピレーション・アルバム |
| 1995 | プラネット B.A.D.                      | -    | -    | ベスト盤                                                       |
| 1999 | スーパー・ヒッツ                       | -    | -    | ベスト盤                                                       |

### シングルチャート
| 年   | 曲                               | 全英 | 全米 | 米ロック | 米ダンス | アルバム                                       |
| ---- | -------------------------------- | ---- | ---- | -------- | -------- | ---------------------------------------------- |
| 1986 | ザ・ボトム・ライン               | 97   | -    | -        | 33       | ディス・イズ・ビッグ・オーディオ・ダイナマイト |
| 1986 | E=MC²                            | 11   | -    | -        | 37       | ディス・イズ・ビッグ・オーディオ・ダイナマイト |
| 1986 | メディシン・ショウ               | 29   | -    | -        | 42       | ディス・イズ・ビッグ・オーディオ・ダイナマイト |
| 1986 | カモン・エヴリィ・ビートボックス | 51   | -    | -        | 19       | No. 10, アッピング・ストリート                 |
| 1987 | Vサーティーン                    | 49   | -    | -        | 15       | No. 10, アッピング・ストリート                 |
| 1987 | サイトシーMC                     | 94   | -    | -        | -        | No. 10, アッピング・ストリート                 |
| 1988 | ジャスト・プレイ・ミュージック!  | 51   | -    | 1        | 45       | タイトゥン・アップ Vol. 88                     |
| 1988 | アザー99                         | 81   | -    | 13       | -        | タイトゥン・アップ Vol. 88                     |
| 1989 | ジェームス・ブラウン             | -    | -    | 2        | 19       | メガトップ・フェニックス                       |
| 1989 | コンタクト                       | 86   | -    | 6        | 18       | メガトップ・フェニックス                       |
| 1990 | フリー                           | -    | -    | 22       | 47       | フラッシュバック・サウンドトラック             |
| 1991 | ラッシュ                         | -    | 32   | 1        | 36       | ザ・グローブ                                   |
| 1991 | ザ・グローブ                     | -    | 72   | 3        | 28       | ザ・グローブ                                   |
| 1994 | ルッキング・フォー・ア・ソング   | 68   | -    | 24       | -        | ハイアー・パワー                               |

## その他
- 「E=MC²」はジェームズ・フォックスとミック・ジャガー主演の1970年の映画『パフォーマンス』からサンプリングしている[2]。
- 「E=MC²」はハード・ファイのライヴでカヴァーされた。2006年5月18日、彼らはジョーンズのステージのアンコールに参加し、「E=MC²」を共演した。
- ミック・ジョーンズはBADでボンド・エレクトラグライドのハイテクギターを使用したことで知られる。このギターは『No.10, アッピング・ストリート』のジャケットでジョーンズが下げている。
- 1980年代、オーストラリアのスポーツ番組『スポーツ・サンデー』で「ザ・ボトム・ライン」がオープニング曲として使用された。